# Damon Gameau
 Damon Gameau es un actor y director australiano, más conocido por interpretar a Geoff Mitchell en Raw.

## Biografía
Damon es sobrino del escritor Gary McCaffrie.
En 1999 se graduó de la prestigiosa escuela australiana National Institute of Dramatic Art "NIDA" con un grado en actuación.
Desde 2009 sale con la actriz Zoe Tuckwell-Smith. En julio de 2013 la pareja anunció que estaban esperando a su primer bebé. La pareja le dio la bienvenida a su primera hija Velvet Gameau en noviembre de 2013. y en 2016 se casaron.

## Carrera
En 2004 se unió al elenco recurrente de la serie Love My Way donde interpretó a Felix hasta el 2006.
En 2007 obtuvo un pequeño papel en la popular serie norteamericana How I Met Your Mother donde interpretó a un mochilero.
En 2008 se unió al elenco del drama irlandés Raw donde interpretó a Geoff Mitchell, hasta el final de la serie en 2013.
En 2009 se unió al elenco de la película Balibo donde interpretó al reportero de la cadena Seven, Greg Shackleton. Ese mismo año apareció en la serie Underbelly: A Tale of Two Cities donde interpretó al criminal escocés Andy Maher	intermediario del criminal Terry "Mr. Asia" Clark (Matthew Newton).
En 2012 se unió al elenco de la miniserie Howzat! Kerry Packer's War donde interpretó al jugador de cricket Greg Chappell. Ese mismo año apareció como invitado en la serie Puberty Blues donde dio vida a Larry, papel que interpretó de nuevo en 2014.
En marzo de 2014 se unió al elenco de la miniserie Secrets & Lies donde interpreta a Dave Carroll.

## Filmografía

### Series de televisión
| Año         | Título                           | Personaje             | Notas                             |
| ----------- | -------------------------------- | --------------------- | --------------------------------- |
| 2016        | Barracuda                        | Ben Whitter           | 3 episodios - miniserie           |
| 2016        | The Kettering Incident           | Jens Jorgensson       | 8 episodios                       |
| 2015        | Miss Fisher's Murder Mysteries   | Dr. Allen Perkins     | episodio "Death & Hysteria"       |
| 2015        | Gallipoli                        | Keith Murdoch         | episodio "If Only..." - miniserie |
| 2014        | Secrets & Lies                   | Dave Carroll          | 6 episodios - miniserie           |
| 2012, 2014  | Puberty Blues                    | Larry                 | 3 episodios                       |
| 2008 - 2013 | Raw                              | Geoff Mitchell        | 29 episodios                      |
| 2013        | Wentworth                        | Mark Pearson          | episodio "The Velvet Curtain"     |
| 2013        | Mr & Mrs Murder                  | Tom Di Biasi          | episodio "Lost Soul"              |
| 2012        | Howzat! Kerry Packer's War       | Greg Chappell         | 2 episodios - miniserie           |
| 2011        | SLiDE                            | Ash                   | 2 episodios                       |
| 2010        | Spirited                         | Adrian Brixton        | 2 episodios                       |
| 2007        | Underbelly: A Tale of Two Cities | Andy Maher            | 8 episodios                       |
| 2007        | How I Met Your Mother            | Mochilero Australiano | episodio "We're Not from Here"    |
| 2004 - 2006 | Love My Way                      | Felix                 | 7 episodios                       |
| 2002        | White Collar Blue                | Michael Carl          | episodio # 1.5                    |
| 2001        | The Micallef Program             | Joven en la Fábrica   | episodio # 3.5                    |

### Películas
| Año  | Título                              | Personaje         | Notas                                                                                                   |
| ---- | ----------------------------------- | ----------------- | --- |
| 2013 | The Wizard                          | Peter             | corto - junto a Blake Davis & Tony Rickards                                                             |
| 2013 | Patrick                             | Ed Penhaligon     | junto a Charles Dance, Rachel Griffiths, Sharni Vinson, Peta Sergeant, Jackson Gallagher & Eliza Taylor |
| 2012 | Save Your Legs                      | Rick              | junto a Brenton Thwaites, David Lyons, Stephen Curry, Brendan Cowell & Ryan O'Kane                      |
| 2012 | Suspended                           | Eddie             | corto - junto a Clare Bowen, Leeanna Walsman, Ewen Leslie & Yasmin Honeychurch                          |
| 2011 | Roman's Ark                         | Roman             | corto - junto a Jo-Anne Brechin, Ross Chisari, Warren Clark & Bill Dowling                              |
| 2010 | Cockroach                           | Charlie           | corto - junto a Brooke Harman                                                                           |
| 2009 | Balibo                              | Greg Shackleton   | junto a Nick Farnell, Anthony LaPaglia, Ella Watson-Russell, Oscar Isaac, Simon Stone & Bea Viegas      |
| 2009 | Being Carl Williams                 | Angelo            | corto - junto a Gyton Grantley & Helen Dallimore                                                        |
| 2007 | Razzle Dazzle: A Journey into Dance | Neil              | junto a Denise Roberts, Roy Billing, Nadine Garner, Steve Le Marquand, Tara Morice & Jane Hall          |
| 2006 | Vernim                              | Richard           | corto - junto a Dale Johnson-Green, John McNeill, Amanda Muggleton & Matthew Whittet                    |
| 2006 | Court of Lonely Royals              | Holden Janicowsky | junto a Roger Oakley, Samantha Noble, Leah de Niese & Ayse Tezel                                        |
| 2004 | First Date                          | Camarero          | corto - junto a Jeremy Wolf, Holly Jones, Don Allen & Xanthe Milton                                     |
| 2004 | Thunderstruck                       | Sonny             | junto a Sam Worthington, Callan Mulvey, Stephen Curry, Ryan Johnson & Kestie Morassi                    |
| 2003 | The 13th House                      | Mark Waterman     | junto a Shaun Micallef, Rebecca Havey, John Scott & Nicholas Hope                                       |
| 2002 | The Tracker                         | El Seguidor       | junto a David Gulpilil & Gary Sweet                                                                     |

### Videojuegos
| Año  | Título             | Notas                           |
| ---- | ------------------ | ------------------------------- |
| 2000 | Warlords Battlecry | prestó su voz para el personaje |

### Director, escritor, productor y compositor
| Año  | Título         | Notas                        |
| ---- | -------------- | ---------------------------- |
| 2019 | 2040           | director                     |
| 2011 | Animal Beatbox | director & escritor          |
| 2010 | One            | corto - director & productor |
| 2004 | Sold Out       | compositor                   |

### Teatro
| Año        | Obra                   | Personaje | Director         | Teatro              | Notas                                                                                     |
| ---------- | ---------------------- | --------- | ---------------- | ------------------- | ----------------------------------------------------------------------------------------- |
| 2010       | Measure For Measure    | Angelo    | Benedict Andrews | Belvoir Theatre     | junto a Maeve Dermody, Robert Menzies, Toby Schmitz, Robin McLeavy & Frank Whitten        |
| 2004, 2005 | Ray's Tempest          | Frog      | -                | Belvoir St. Theatre | junto a Alyssa McClelland, Russell Kiefel, Anni Finsterer, Russell Dykstra & Sibylla Budd |
| 1999       | The Libertine          | -         | Richard Cottrell | Parade Theatre      | junto a Caroline Craig, Nathaniel Dean, Spencer McLaren & Toby Schmitz                    |
| 1994       | Fortune and Men's Eyes | -         | Richard Flynn    | Red Shed Theatre    | junto a Ben Abbott, Timothy Jolley & Martin Welsh                                         |

## Premios y nominaciones
| Año  | Categoría                   | Premio                                 | Película       | Resultado |
| ---- | --------------------------- | -------------------------------------- | -------------- | --------- |
| 2011 | Best Short Film (1st Prize) | Tropfest Short Film festival Award     | Animal Beatbox | Ganador   |
| 2010 | Best Supporting Actor-Male  | FCCA Award                             | Balibo         | Nominado  |
| 2009 | Best Supporting Actor       | AFI Award                              | Balibo         | Nominado  |
| 2007 | Best Australian Actor       | Sydney Underground Film Festival Award | Vermin         | Ganador   |